# Neustädter Roland

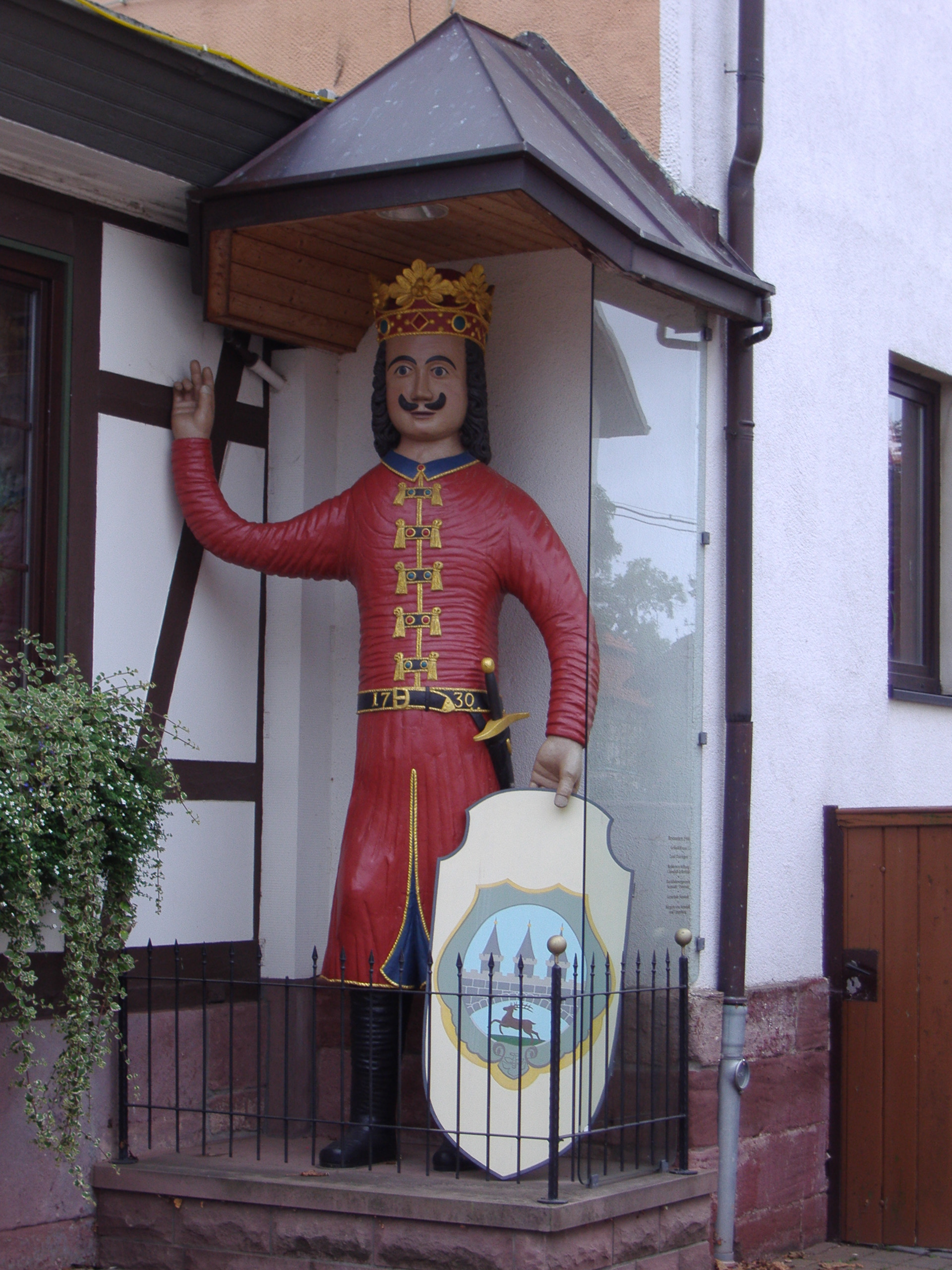
Neustädter Roland

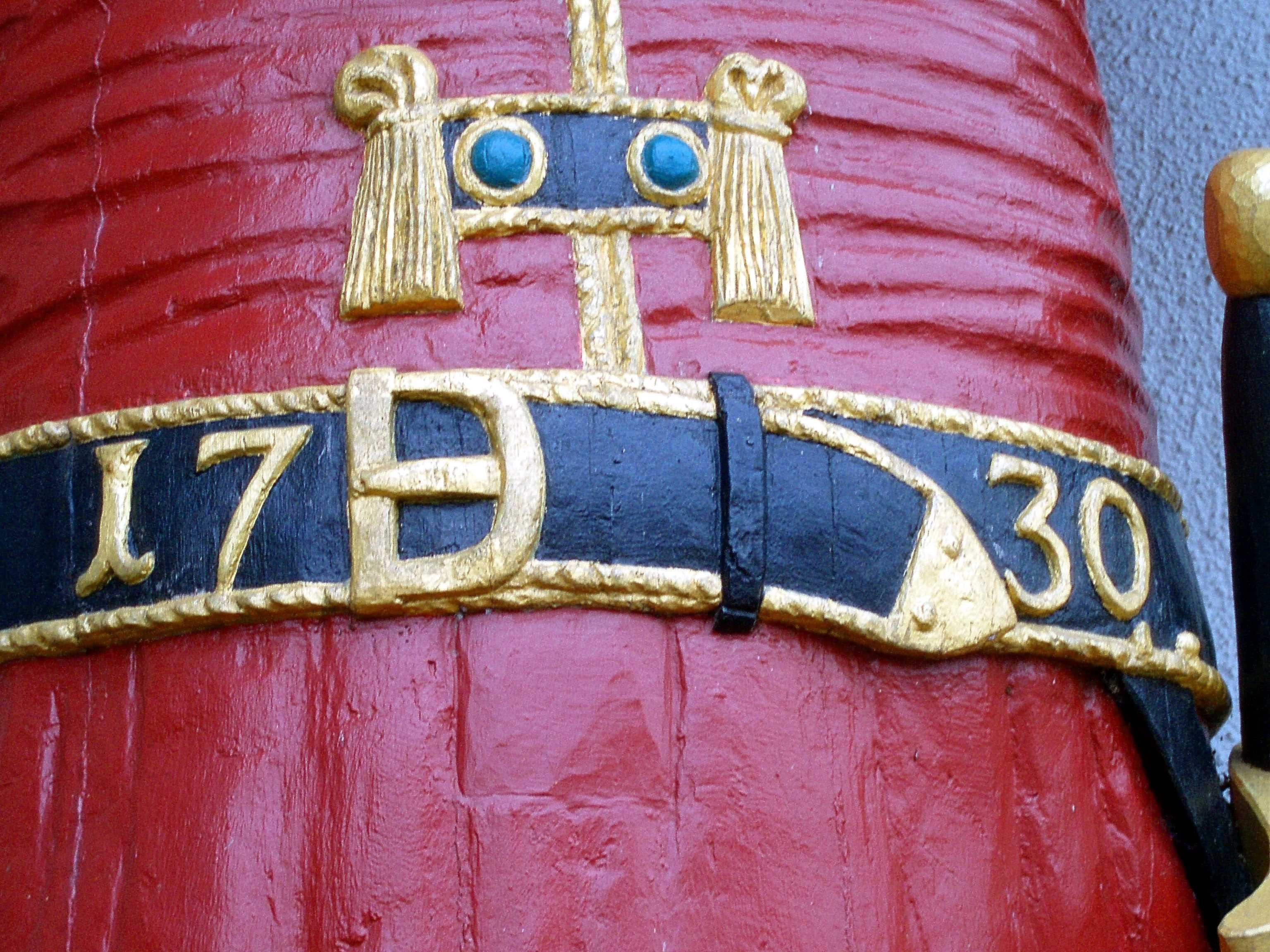
Detail des Rolands

Der Neustädter Roland steht am Ratskeller im Ortszentrum von Neustadt/Harz, einem Ort im Südharz im Landkreis Nordhausen im Freistaat Thüringen. Er zählt zu den letzten fünf erhaltenen hölzernen Roland-Figuren Europas.

## Geschichte
Der heutige Roland ist eine aus Eichenholz gefertigte aufrecht stehende Mann-Figur von 3,31 m Höhe. Sie hält in der linken Hand einen mit dem Stadtwappen geschmückten Wappenschild, während die rechte Hand in der Geste einer Schwurhand erhoben ist. Das Gerichtsschwert – Symbol der städtischen Blutgerichtsbarkeit – steckt bei dieser Figur noch in der Schwertscheide.
Der Schöpfer der Figur ist unbekannt, die Stadtgemeinde als Auftraggeber ist gewiss. Die erste Erwähnung einer Neustädter Rolandsfigur ist nicht belegt, vermutet wird das Jahr der Stadtrechtsverleihung.
Kaiser Ferdinand III. verlieh am 4. November 1653 dem Städtlein Neustadt unterm Hohnstein einen Jahr-, Ross- und Viehmarkt. Im Jahre 1678 vernichtete ein Stadtbrand den ersten Roland sowie große Teile der Altstadt und auch das städtische Archiv mit den darin verwahrten Urkunden. Vier von der Stadt gewählte „honorige“ Bürger mussten nach dem Verlust dieser wertvollen Urkunden die Stadtstatuten aus dem Gedächtnis neu aufschreiben und diese öffentlich beeiden. Seit dieser Zeit wurde auch kein Markt mehr in Neustadt abgehalten. Auf Bitten des Rates erneuerte Graf Christoph Friedrich zu Stolberg-Stolberg am 1. März 1723 das Marktrecht und legte fest, dass alljährlich am Donnerstag oder Freitag nach dem 6. Sonntag nach Trinitatis der Jahr-, Ross- und Viehmarkt in Neustadt bei freiem Eintritt der Käufer und Verkäufer abgehalten werden soll.
Der Neustädter Roland wurde als ein Gerichtszeichen der Stadt 1730 erneuert, das Besondere an diesem Roland ist die erhobene Schwurhand und das Fehlen eines Richtschwertes in der Hand, wahrscheinlich wollte man damit an die Umstände erinnern, dass die Stadt keine älteren Urkunden als Rechtsbeleg mehr vorweisen kann.